# Rainer Zietsch
Rainer Zietsch (ur. 21 listopada 1964 w Leimen) – niemiecki piłkarz grający na pozycji obrońcy, trener. Członek Niemieckiej Akademii Kultury Piłkarskiej.

## Kariera piłkarska
Rainer Zietsch karierę piłkarską rozpoczął w 1970 roku w juniorach TSV Gauangelloch, w których grał do 1980 roku. Następnie w latach 1980–1983 reprezentował barwy juniorów SV Sandhausen, w którym w 1982 roku przeszedł do profesjonalnej drużyny, w której grał do 1983 roku.
Potem został zawodnikiem VfB Stuttgart, w którym grał do 1989 roku oraz odnosił największe sukcesy w karierze piłkarskiej: mistrzostwo Niemiec (1984), finał Pucharu Niemiec 1985/1986 (przegrana 5:2 z Bayernem Moanchium na Stadionie Olimpijskim w Berlinie Zachodnim) oraz finał Pucharu UEFA 1988/1989 (przegrana rywalizacja z włoskim SSC Napoli 2:1 – grał od 70. minuty, zastępując Fritza Waltera, 3:3 – nie grał).
Następnie reprezentował barwy klubów: Bayer Uerdingen (1989–1991), FC Nürnberg (1991–1996) oraz Greuther Fürth, z którym w sezonie 1996/1997 awansował do 2. Bundesligi, w której po sezonie 1997/1998 zakończył karierę piłkarską.
Łącznie w Bundeslidze rozegrał 265 meczów, w których zdobył 15 goli, a także w 2. Bundeslidze 67 meczów, w których zdobył 3 gole oraz otrzymał 42 żółte oraz 4 czerwone (2 po drugiej żółtej) kartki.

## Kariera reprezentacyjna
Rainer Zietsch w latach 1981–1982 w reprezentacji RFN U-16 rozegrał 6 meczów. Debiut zaliczył 24 listopada 1981 roku w Lingen (Ems) wygranym 4:1 meczu z reprezentacją Holandii U-16 w ramach eliminacji do mistrzostw Europy U-16 1982. Wystąpił także w dwóch meczach ćwierćfinałowych z reprezentacją NRD U-16 (1:1 – 6 marca 1982 roku w Pirnie, 3:1 – 17 marca 1982 roku w Kassel) oraz w turnieju głównym we Włoszech: 5 maja 1982 roku w wygranym 2:1 meczu półfinałowym z reprezentacją Jugosławii U-16 w Senigallii oraz 7 maja 1982 roku w Falconara Marittima w finale, w którym reprezentacja RFN U-16 przegrała w finale 1:0 z gospodarzami turnieju – reprezentacją Włoch U-16 i tym samym zdobyła wicemistrzostwo Europy U-16.
W latach 1981–1983 w reprezentacji RFN U-18 rozegrał 16 meczów, w których zdobył 1 gola. Debiut zaliczył 6 września 1981 roku w Zülpich w wygranym 2:1 meczu towarzyskim z reprezentacją Francji U-18, natomiast jedynego gola zdobył 12 stycznia 1983 roku w Leningradzie w przegranym 2:3 meczu z reprezentacją Czechosłowacji U-18 w ramach Turnieju Pamięci Granatkina. Ostatni mecz reprezentacji RFN U-18 rozegrał 17 maja 1983 roku w Liverpoolu w wygranym 3:1 meczu towarzyskim z reprezentacją Bułgarii U-18.
W latach 1984–1985 rozegrał 4 mecze w reprezentacji RFN U-21.

## Kariera trenerska
Rainer Zietsch po uzyskaniu licencji A rozpoczął karierę trenerską. Najpierw trenował: BSC Erlangen (2000), Greuther Fürth U-14 (2003–2004) oraz FC Nürnberg U-17 (2004–2006), a także równocześnie w latach 2001–2006 był dyrektorem zarządzającym fussballD21 GmbH – projektu rozwojowego dla młodzieży zainicjowanego przez Związek Młodzieżowej Piłki Nożnej. Od 1 października 2006 roku do 13 kwietnia 2016 roku był dyrektorem zarządzającym sekcji młodzieżowej i amatorskiej FC Nürnberg. W międzyczasie w 2013 roku przez krótki okres trenował FC Nürnberg U-19, a w 2014 roku przez krótki okres był tymczasowym trenerem drużyny rezerw klubu.
W 2016 roku rozpoczął współpracę z Christianem Wückiem – byłym klubowym kolegą z FC Nürnberg i w latach 2016–2017 był jego asystentem w reprezentacji Niemiec U-17, a w latach 2017–2018 asystentem w reprezentacji Niemiec U-15.
W sezonie 2017/2018 został trenerem zdegradowanej z Bayernligi SC Feucht, jednak klub pod wodzą Zietscha zakończył rozgrywki ligowe na 3. miejscu w tabeli i tym samym pozostał w Landeslidze, a Zietsch odszedł z klubu.
W sezonie 2018/2019 trenował występującą w Bayernlidze drużynę rezerw Würzburgera Kickers, która mimo 9. miejsca w tabeli ligowej została zdegradowana do Landesligi, jednocześnie będąc asystentem Christiana Wücka w reprezentacji Niemiec U-16. W sezonie 2019/2020 był asystentem trenera Michaela Schiele występującego w 3. Lidze Würzburgera Kickers, który zakończył rozgrywki ligowe na 2. miejscu w tabeli, dzięki czemu awansował do 2. Bundesligi, po czym zakończył współpracę z klubem, by bardziej skoncentrować się na pracy w DFB, gdzie w latach 2019–2020 był asystentem Christiana Wücka w reprezentacji Niemiec U-17, a od 2020 roku jest asystentem w reprezentacji Niemiec U-15.

## Sukcesy

### Zawodnicze
VfB Stuttgart
- Mistrzostwo Niemiec: 1984
- Finał Pucharu Niemiec: 1986
- Finał Pucharu UEFA: 1989

Greuther Fürth
- Awans do 2. Bundesligi: 1997

Reprezentacyjne
- Wicemistrzostwo Europy U-16: 1982

## Życie prywatne
Rainer Zietsch ma dwóch synów: Marca (ur. 2000) i Nico (ur. 2004), którzy grają w drużynie rezerw oraz w drużynie młodzieżowej FC Nürnberg.